# Shu Zhendong Huawen Daziji
Shu Zhendong Huawen Daziji (xinès tradicional: 舒振東華文打字機, xinès simplificat: 舒振东华文打字机, pinyin: Shū Zhèndōng Huáwén Dǎzìjī, literalment 'Màquina d'escriure xinés de Shu Zhendong') és la primera pel·lícula de la història del Cinema d'animació xinès. Es tractava d'un curtmetratge publicitari creat el 1922 per Wan Laiming i Wan Guchan.

## Història
Es tractava d'un anunci en blanc i negre encarregat per la Shanghai Commercial Press (xinès tradicional: 商務印書館, xinès simplificat: 商务印书馆, pinyin: Shāngwù Yìnshūguǎn), un establiment dedicat a la impressió fundat el 1902. El producte promocionat és la màquina d'escriure en xinés de l'inventor Shu Zhendong, una de les primeres d'estes característiques en comercialitzar-se.
El 1919, els germans Wan experimentaven amb tecnologies d'animació dels Estats Units, i esta peça comercial és la primera obra coneguda amb ús pràctic més enllà de l'experimentació dels pioners del cinema.